# 青森トヨペット
青森トヨペット株式会社（あおもりトヨペット）は、青森県青森市に本社を置く、トヨタ社製乗用車を取り扱う自動車販売会社。

## 概要
青森県内全域においてトヨペット店を展開している。
なお新車店舗の電話番号局番の末尾に関しては、三沢・三戸以外の全店舗では「5671（コロナ一番）」で、三沢・三戸の各店舗では「3567（サーコロナ）」で、それぞれ統一されている。

## 沿革
- 1956年6月 - 設立。

## 拠点
新車拠点
- 本社／青森市篠田3-14-9
- 青森西店／青森市石江字三好144-2
- 青森南店／青森市第二問屋町1-3-10
- 青森東店／青森県青森市矢田前弥生田20-8
- 弘前堅田店／弘前市堅田2-2-8
- 弘前西弘店／弘前市清富町3-5
- 五所川原店／五所川原市広田字柳沼60-4
- 黒石店／黒石市富田131
- 八戸本店／八戸市卸センター1-17-28
- 八戸城下店／八戸市城下4-24-9
- 八戸東店／八戸市大久保字小久保尻17-17
- 三戸店／三戸郡南部町沖田面字沖中161
- 十和田店／十和田市東三番町38-23
- 三沢店／三沢市鹿中4-145-355
- 野辺地店／上北郡野辺地町八の木谷地40-13
- むつ店／むつ市田名部字赤川の内並木114-4

中古車販売・自動車買取「T-UP」拠点
- 青森西店／青森市石江字三好144-2
- スケート場前店／青森市第二問屋町1-3-11
- 弘前神田店／弘前市神田2-2-5
- にしひろ店／弘前市清富町3-20
- 五所川原店／五所川原市中央2丁目146
- 八戸るいけ店／八戸市青葉3-3-17
- 十和田店／十和田市東三番町38-23
- むつ店／むつ市田名部字赤川の内並木114-6

## 関連会社
- トヨタ小野グループ
  - 青森トヨタ自動車
  - ネッツトヨタ青森
  - トヨタレンタリース青森
  - トヨタL&F青森

## 青森県内の他のトヨタ車販売店
トヨタ小野グループ系
- 青森トヨタ自動車（トヨタ店）
- ネッツトヨタ青森（ネッツ店：旧トヨタオート青森）

塚原グループ系
- トヨタカローラ八戸（トヨタカローラ店）
- ネッツトヨタみちのく（ネッツ店：旧トヨタビスタ青森）

地場資本
- トヨタカローラ青森（トヨタカローラ店）